# Tavanac
Tavanac (en francès Tabanac) és un municipi francès, situat al departament de la Gironda i a la regió de la Nova Aquitània.

## Demografia
| 1962                                       | 1968 | 1975 | 1982 | 1990 | 1999 | 2007  |
| ------------------------------------------ | ---- | ---- | ---- | ---- | ---- | ----- |
| 536                                        | 608  | 678  | 811  | 889  | 973  | 1.061 |
| Des de 1962: població sense dobles comptes |      |      |      |      |      |       |

## Administració
| Període   | Identitat               | Partit |
| --------- | ----------------------- | ------ |
| 2001-2008 | Jean Dubourdieu         |        |
| 2008-     | Jean François Broustaut |        |